# 에구치 노리코
에구치 노리코(江口のりこ, 1980년 4월 28일 ~ )는 일본의 배우이다. 효고현 출신이며 이전에는 본명인 에구치 토쿠코(江口 徳子)로 활동했었다. 특기는 피아노, 간사이 사투리, 중거리 달리기이다.

## 출연

### 드라마
- 스카이하이 (2002년)
- 워터보이즈 (2003년)
- 시효경찰 (2006년) - 사네이에 역
- 배우의 혼! (2006년)
- 돌아온 시효경찰 (2007년) - 사네이에 역
- 섹시 보이스 앤 로보 (2007년) (제7화)
- 1파운드의 복음 (2008년)
- 블러디 먼데이 (2008년)
- 키이나: 불가능범죄수사관 (2009년)
- 우리집의 남자 (2009년)
- 계단의 노래 (2010년)
- 노다라고 합니다 (2010년) - 노다 카즈코 역
- 컨트롤: 범죄심리수사 (2011년) - 미유키 역(제1화)
- 호두의 방 (2011년) - 야마구치 리에 역
- 노다라고 합니다 시즌 2 (2011년) - 노다 카즈코 역
- 고잉 마이 홈 (2012년) - 츠츠미 치에코
- 코우노도리 (2015년)-무카이 쇼코 역
- 수수하지만 굉장해! 교열걸 코노 에츠코 (2016년) 후지이와 리온 역
- 코우노도리 시즌 2 (2017년)-무카이 쇼코 역
- 한자와 나오키 (2020년) - 시라이 아키코 역

### 영화
2003년
- 조제, 호랑이 그리고 물고기들 - 노리코 역

2004년
- 착신아리
- 드럭스토어 걸
- 스윙걸즈
- 식스티나인
- 달과 체리

2005년
- 인더풀
- 박치기!

2011년
- 안토키노이노치

2012년
- 헬터 스켈터

2017년
- 그들이 진심으로 엮을 때 - 카나이 역
- P와 JK
- 아사히나구

2023년
- 파문 - 오가사와라 히토미 역
- 배드 랜드